# 2023年美国五角大楼文件泄露事件
2023年美国五角大楼文件泄露事件指2023年4月起，两套美国机密文件开始在Twitter、Telegram、4chan等平台上流传。这些文件多与俄乌战争有关，部分与朝鲜民主主义人民共和国、中华人民共和国、伊朗伊斯兰共和国、阿拉伯联合酋长国等国家的情报有关。根据《啤令貓》的一项调查，这些文件最初在即时通讯平台Discord上开始传播，据称来自名为“Thug Shaker Central”的Discord服务器。2月下旬和3月初，部分机密文件被人发送到有关英国、菲律宾、YouTuber和电子游戏Minecraft的Discord服务器。一名4chan用户4月在网站的政治图片版 /pol/ 上发布了几份文件。这些文件随后在亲俄罗斯的Telegram频道中传播开来；其中一张图片被修改为乌克兰伤亡人数多于俄罗斯伤亡人数。
这些文件涉及美国对其他国家的情报，包含美国参谋长联席会议有关俄乌战争的行动简报。这些文件表明俄罗斯人和乌克兰人都面临同样的困难；其中一张幻灯片显示俄罗斯人在战争中死亡的人数多于乌克兰人，但几份涉及巴赫穆特战役的文件表明乌克兰人难以应对俄罗斯的侧翼机动和该地区的补给短缺。这些文件暴露出乌克兰防空能力的弱点。泄漏的情报也显示出，美国能够拦截俄罗斯对乌克兰火力发电厂、铁路和公路桥梁的袭击计划。文件还涵盖了俄罗斯与其他国家之间的关系，多份文件详细说明了俄罗斯军事情报机构格鲁乌和准军事组织瓦格纳集团在非洲宣传俄罗斯理想同时淡化美国价值观方面所做的努力。还有文件显示瓦格纳集团试图在北约成员国土耳其获取武器。一组文件称，以色列情报机构摩萨德鼓励工作人员和公民参与司法改革抗议活动。有文件表明俄罗斯正在与阿联酋建立更为密切的关系，以及韩国领导人在是否向乌克兰运送炮弹的問題上犹豫不决。
泄密事件引发美国与五眼联盟之间的外交危机。由国防部、白宫、国务院和美国情报界组成的跨部门工作着手评估泄密事件。同时，司法部和联邦调查局对泄密者展开刑事调查。美国官员指责俄罗斯是泄密事件的幕后黑手。乌克兰和俄罗斯淡化了泄密事件，两国都表示这些文件包含扭曲的数字。韩国和埃及等一些国家否认了泄密事件中的具体说法。

## 背景与初次泄露
2021年10月，美国得知俄罗斯总统弗拉基米尔·普京试图挪用该国应对COVID-19疫情的经费以迅速增加俄罗斯的军事开支。美国通过卫星图像、截获的通信和俄罗斯境内的消息来源，认为普京打算占领乌克兰首都基辅。时任美国参谋长联席会议主席马克·米利告诉美国总统乔·拜登，认为俄罗斯试图进行多方面的攻击。自2022年2月俄罗斯入侵乌克兰以来，美国一直向乌克兰政府提供有关俄罗斯的情报。时任众议院军事委员会主席亚当·史密斯在MSNBC的《晨间乔》节目上表示，美国向乌克兰提供了“一些情报”，但保留了美国在其他冲突中提供的“实时目标”的情报。时任白宫新闻秘书珍·莎琪评论说，美国提供的情报比史密斯描述的更为重要。一位发言人回应Politico称，美国的情报“迅速”。
据信，这些文件的来源最早被广泛地发布到一个英国籍菲律宾裔的YouTube博主wow_mao的Discord服务器上。对地缘政治和历史感兴趣的wow_mao利用这个机会吸引粉丝们向他的Patreon打赏。文件分别于3月1日和3月2日发布；3月4日，另一名用户在某个交流Minecraft的Discord服务器上发布了部分文件。贝林卡特的一项调查发现，一名被称为“Oxide”的YouTube博主在一个名为“Thug Shaker Central”的服务器中的用户最早发布了这些文件。贝林卡特采访的多个消息来源表示，这些文件早在2022年10月就已经发布了，并且是由一个名为“OG”的服务器管理员在一个关于俄罗斯入侵乌克兰的频道中发布的。《华盛顿邮报》称，Oxide（目前在美国西北太平洋地区的美国陆军服役）告诉该刊，他在一年前就封禁了自己Discord服务器上的一些用户，包括一些发布了一段黑人同性恋色情片中的梗视频的被称为“thug shaker”的用户。被禁用户随后加入了名为“Thug Shaker Central”的Discord服务器。

## 内容

### 乌克兰春季攻势
泄露文件显示乌克兰军队已经集结十几个新组建的旅进行反攻的整备，但這份出自2月的文件显示美国中央情报局对乌克兰的反攻能否取胜持怀疑态度，文件还显示乌克兰的防空系统面临严重的弹药补给问题，如沒有大量弹药补充，乌军的防空系统可能很快就会崩溃，裡面也指出，乌克蘭情报部门原计划在2023年2月24日袭击莫斯科，但在美方干預下取消。

### 西方特种部队
在泄露的文件中一份日期为3月23日的文件提到，有少量的西方特种部队人员在乌克兰境内行动，但未有具体指出行动性质和地点。其中英国的部队人员数量最多（50人），之后是拉脱维亚（17人）、法国（15人）、美国（14人）和荷兰（1人）。
俄罗斯副外长谢尔盖·里亚布科夫表示，这些文件很可能是伪造的，并故意误导莫斯科政府。克里姆林宫发言人德米特里·佩斯科夫在一次简报会上被问及泄密事件时说，和其他人一样，俄罗斯不知道这些文件的可信度，但即使在文件出现之前，俄罗斯已掌握包括英国和北约国家在内的许多战士和教官正在参加作战行动的信息。
乌克兰国防部长阿列克谢·列兹尼科夫与西班牙国防部长玛加丽塔·罗夫莱斯在一次联合声明中对媒体引述五角大楼关于北约军队在乌克兰的存在进行驳斥，强调乌克兰有北约军队的说法绝对是错误的，因为机密文件是考虑到每个大使馆都有的官方武官，当中包含的任何信息是真假信息的混合体。此外，奥列克西·雷兹尼科夫认为，宣传泄密事件显然是有利于莫斯科及其盟友的信息行动。玛加丽塔·罗夫莱斯强调，泄漏文件不会影响西班牙与美国共同支持乌克兰的立场。

### 俄罗斯情报部门宣称中华人民共和国同意秘密提供武器
泄露的秘密文件中包含美国国家情报总监办公室截获到的俄罗斯情报。在一份日期为2023年2月23日的绝密摘要中，俄罗斯对外情报局 (SVR) 宣称，中国共产党中央军事委员会批准了对俄罗斯在乌克兰的战争中，向俄罗斯秘密提供军事援助，并计划将军事装备伪装成民用物品。美国另一份情报文件称，北京政府认为乌克兰使用了美国或北约武器对俄罗斯领土进行了重大打击，可能成为中国向俄罗斯提供軍事援助的进一步理由。这些情报促使了美国拜登政府从同年2月开始向北京发出一系列公开和私下警告的反应。
文件并未提到俄罗斯对外情报局的情报来源，同时美国政府高级官员表示“没有迹象表明中国已决定向俄罗斯提供軍事援助，这至少表明俄罗斯关于中国意图的情报可能有误”。

### 对中华人民共和国介入乌克兰战争的担忧
泄露的文件中表示，美国非常担心中国会积极介入俄乌战争，文件中提到如果乌克兰使用北约武器袭击俄罗斯腹地或者俄罗斯政府高级官员，中国可能会做出强烈反应，从而为俄罗斯提供致命性武器援助。为防止乌克兰方面攻击俄罗斯纵深目标、造成冲突扩大，美国方面曾经表示不愿向乌克兰提供远程导弹等武器。

### 渗透俄罗斯的工作
泄露的五角大楼文件揭示了美国对俄罗斯安全和情报部门的全面渗透，以至于美国能够在俄罗斯发动俄乌战争前就发出警报，同时美国能清楚了解俄罗斯军事实力。

### 俄罗斯特种部队的损失
《华盛顿邮报》根据五角大楼泄露的机密文件评估，俄罗斯特种部队在乌克兰损失了约90-95%的战士，这将需要长达十年的时间才能恢复。《华盛顿邮报》报导称，美国分析人士认为，俄罗斯指挥部偏离常态地将其特种部队编入遭受巨大损失的步兵编队的一部分，结果造成了五分之四的特种部队旅遭受了重大损失。

### 韩国
泄露的文件称，韩国方面已经同意向美国出售弹药，以补充美国因援助乌克兰而形成的弹药缺口，同时强调“最终用户”必须是美国，韩国政府内部担忧美国可能将韩国军火直接转运乌克兰。根据韩国法律，不得向任何正处武装冲突的国家提供军火。而且美国总统乔·拜登可能会直接向韩国总统尹锡悦施压要求韩国提供弹药。文件还提到韩国国家安保室长金圣翰曾建议，韩国可以向波兰销售33万发155毫米口径炮弹，以实现美国让乌克兰快速获得弹药的目标。韩国国家安保室外交秘书官李文熙称“波兰可能会同意充任“最终用户”，但会把弹药送至乌克兰。”4月11日，韩国国家安保室第一次长金泰孝对媒体表示“所谓遭泄露的涉及韩国的美国机密文件，其中大部分信息都系伪造”。

### 埃及
据《华盛顿邮报》报导泄密文件披露，埃及总统阿卜杜勒-法塔赫·塞西曾命令生产多达4万枚火箭弹秘密运往俄罗斯，并要求对此保密，以免与西方交恶。
埃及外交部发言人艾哈迈德·阿布·扎伊德则表示，“埃及始终坚持不卷入俄乌冲突的立场，承诺与冲突双方保持同等距离。”
美国国家安全委员会战略沟通协调员约翰·柯比在4月11日称“没有看到埃及向俄罗斯提供火箭弹的迹象，美军与埃及有着数十年的防务关系，埃及依然是美国的重要地区合作伙伴”。

然后，《华盛顿邮报》援引新泄露的5份美国情报文件称，在同年3月，在与美国高级官员谈判后，埃及暂停了向俄罗斯秘密供应40,000枚导弹的计划，转而决定为乌克兰生产火炮弹药。作为回报，埃及希望获得美国先进的军事产品，包括F-35战斗机和爱国者防空系统。在披露这份新情报之时，《华盛顿邮报》并不清楚埃及是否已停止供应或已交予了俄罗斯，并对新的文件作出评论：
|  | 拜登政府显然在外交上取得了胜利，一份新泄露的文件称，埃及搁置了与莫斯科的交易，并批准向美国出售152毫米和155毫米炮弹，然后再转移到乌克兰。 |

### 中华人民共和国军事武器
泄露的文件透露美国非常关注中华人民共和国近年来不断提升的军事实力，其中一份文件提到中国在2月25日试射了东风-27高超音速中程弹道导弹，美国方面认为其极有可能具有穿透美国反导系统的能力。文件还提到中国海军的075型两栖攻击舰首次部署到了外海。

### 尼加拉瓜
文件还披露尼加拉瓜正与中国企业就在尼加拉瓜建设深水港事宜进行谈判。文件称，尼加拉瓜可能会用港口海军准入权来换取中国投资。但中国未曾表示希望在尼加拉瓜获得海外基地或者军事准入权。

### 以色列
在泄露的文件中，一份被標為最高機密的文件中称以色列情报机构摩萨德（以色列情報及特殊使命局）的高层人员曾在2月呼吁摩萨德工作人员和以色列公民参与司法改革抗议活动。文件还提到该情报是美国通过拦截摩萨德通讯获得。以色列政府方面则称相关报告“虚假且缺乏依据”，摩萨德不会鼓励机构人员参加反政府示威或其他任何政治活动。

### 台海战争
根據洩露文件中五角大楼对台海战争的评估认为，台湾不太可能在两岸冲突中阻挠中国大陆军事的空中优势，而中国将民用船只用于军事目的等策略使美国情報机构難以預測解放軍將發動入侵。关于台湾的防御能力的评估指出，连中华民国政府的官员也怀疑他们的防空系统能否“准确探测导弹发射”，台湾空军仅略多于一半的飞机處於戰備狀態，而为了应对中国大陆发射导弹须将其中一些飞机转移隐藏但至少需要一周时间，这将是一个巨大的安全问题。中国大陆有机会在台湾在将飞机安全转移之前就发射导弹进行攻击。涉及潜在冲突的机密文件表明，解放军空军在早期建立制空权方面比俄罗斯在乌克兰所做的要好得多，台北方面认为这一战略情况可能会更加诱使北京发动攻击。

### 墨西哥
4月15日，华盛顿邮报引用一份泄露文件称，有4名美国公民在墨西哥被当地贩毒集团綁架致2死1伤后，美国窃听墨西哥贩毒组织並疑似窃听墨西哥军队。墨西哥總統表示不滿美国做法。

## 逮捕
2023年4月13日，21岁的麻薩諸塞州州空軍國民警衛隊第102情报联队飞行员杰克·特谢拉在美国麻萨诸塞州布里斯托尔县戴顿镇的自家中被逮捕。他是网络传输系统技工，曾发表涉及種族主義和反猶太的言論。他被指在Discord上共享军事机密文件，泄漏的文件中披露有关俄乌战争以及美国暗中监视盟友的情报。4月14日，杰克·特谢拉在波士顿联邦地区法院出庭时被控两项刑事罪名。